# Vertrag von Wedmore

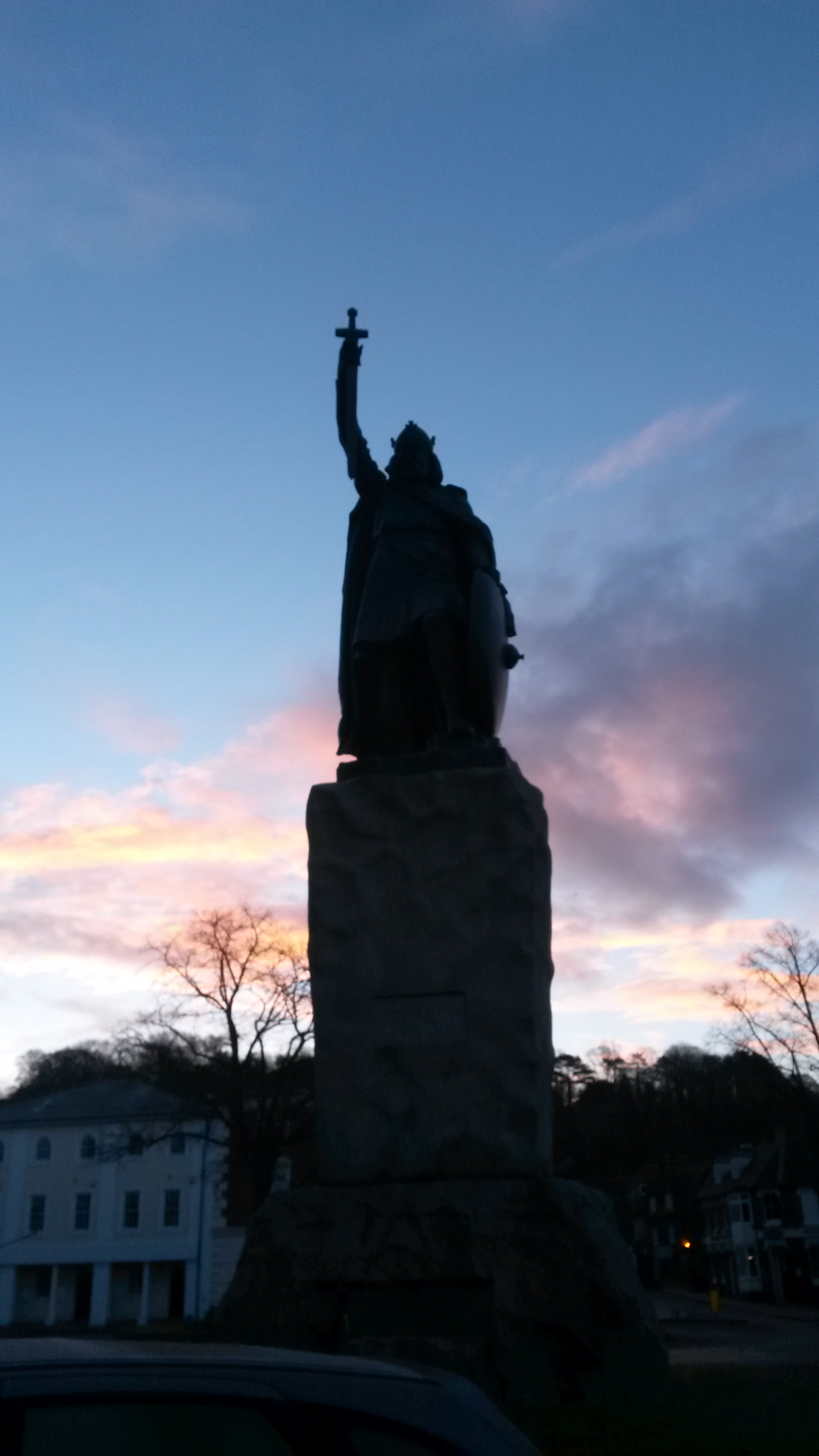
Statue von Alfred dem Großen in Winchester

Der Vertrag von Wedmore war eine mündliche Übereinkunft im Jahr 878 zwischen dem angelsächsischen König Alfred der Große von Wessex und dem dänischen Wikingerführer Guthrum. Die Vereinbarung wurde nach Alfreds Sieg in der Schlacht von Edington geschlossen und markierte einen entscheidenden Wendepunkt in den Wikingereinfällen in England.

## Historischer Kontext
Seit 865 hatte die sogenannte Große Heidnische Armee große Teile Englands unter ihre Kontrolle gebracht. Die angelsächsischen Königreiche Northumbria, East Anglia und große Teile Mercias wurden von skandinavischen Kriegern besetzt. Lediglich das Königreich Wessex konnte sich behaupten.
Anfang 878 wurde Alfreds Winterquartier in Chippenham durch einen Überraschungsangriff Guthrums eingenommen. Alfred konnte entkommen und zog sich in das Sumpfgebiet bei Athelney zurück. Dort organisierte er einen militärischen Gegenschlag, der in der Schlacht von Edington gipfelte. Diese endete mit einem Sieg Wessex’.

## Inhalte der Vereinbarung
Der Vertrag von Wedmore ist nicht schriftlich überliefert. Die Informationen stammen vor allem aus der Biographie Alfreds, verfasst vom walisischen Geistlichen Asser.
Zentrale Punkte der Übereinkunft waren:
- Guthrum verpflichtete sich zur Annahme des Christentums. Er wurde in Aller bei Athelney getauft und nahm den Namen Æthelstan an. Alfred fungierte als Taufpate.
- Die dänische Armee verließ das Königreich Wessex und zog sich nach East Anglia zurück.
- Nach der Taufe fand die sogenannte „chrysom-loosing“-Zeremonie statt. Anschließend hielten sich Guthrum und seine Männer zwölf Tage als Gäste am Hof Alfreds auf.

## Bedeutung und Folgen
Die Vereinbarung von Wedmore stellte einen bedeutenden Schritt zur Stabilisierung der politischen Lage im spätangelsächsischen England dar. Sie ermöglichte nicht nur einen Waffenstillstand zwischen Wessex und den dänischen Siedlern, sondern war auch ein symbolischer Akt: Der Übertritt Guthrums zum Christentum war ein wichtiges Signal für Integration und gegenseitige Anerkennung.
Der Vertrag legte den Grundstein für die spätere formale Übereinkunft zwischen beiden Seiten, den Vertrag von Alfred und Guthrum. Darin wurden u. a. die Grenzen zwischen Wessex und der Danelag festgelegt sowie rechtliche Regelungen für Handel und Strafrecht getroffen.
In Ostanglien etablierte sich Guthrum als Herrscher und regierte dort bis zu seinem Tod im Jahr 890. Alfred nutzte die gewonnene Zeit zur Konsolidierung seiner Macht und leitete weitreichende Reformen in Verwaltung, Militär und Recht ein.

## Historische Bewertung
Der Vertrag von Wedmore wird von Historikern als Wendepunkt in der angelsächsischen Geschichte gewertet. Trotz fehlender schriftlicher Belege gilt er als glaubwürdig belegt und zentral für die spätere Entwicklung eines einheitlichen englischen Königreichs. Der symbolische Charakter – insbesondere Guthrums Taufe – hatte nicht nur politische, sondern auch kulturelle Strahlkraft und leitete langfristig eine Phase relativer Koexistenz ein.